# حاجی‌بابا باقروف
حاجی‌بابا باقروف (ترکی آذربایجانی: Hacıbaba Bağırov; ۱۲ ژوئن ۱۹۳۲ – ۴ اکتبر ۲۰۰۶) بازیگر اهل جمهوری آذربایجان بود. او بین سال‌های ۱۹۴۷ تا ۲۰۰۶ میلادی فعالیت می‌کرد. بیشتر شهرت وی به خاطر بازی در نقش‌های کمدی بود.